# Князево (Ломоносовский район)
Кня́зево — деревня в Низинском сельском поселении Ломоносовского района Ленинградской области.

## История
Согласно «Топографической карте частей Санкт-Петербургской и Выборгской губерний» в 1860 году на месте деревни Князево находился Сельский приказный дом.
На карте 1913 года на месте деревни Князево обозначена Дача.
Согласно данным переписи населения СССР 1926 года в деревне Князево Мишинского сельсовета Стрельнинской волости Троцкого уезда проживали 45 человек — большинство русские, а также немцы и финны.
По данным 1933 года деревня Князево входила в состав Бабигонского финского национального сельсовета Ораниенбаумского района.

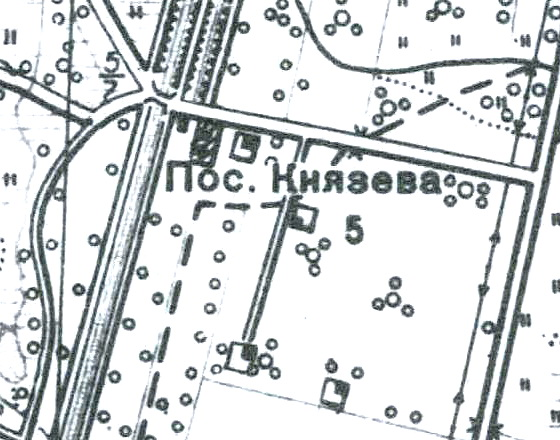
План посёлка Князево. 1939 год

Согласно топографической карте 1939 года селение называлось Посёлок Князева и насчитывало 5 крестьянских дворов.
По данным 1966, 1973 и 1990 годов деревня Князево входила в состав Бабигонского сельсовета.
В 1997 году в деревне Князево Бабигонской волости проживали 19 человек, в 2002 году — 40 человек (русские — 95 %). 
В 2007 году в деревне Князево Низинского СП — 37.

## География
Деревня расположена в северо-восточной части района, к северу от автодороги 41К-623 (Марьино — Сашино) и административного центра поселения деревни Низино.
Через деревню проходит «Санинская дорога». Расстояние до административного центра поселения — 4 км.
Расстояние до ближайшей железнодорожной станции Новый Петергоф — 2 км.
Деревня находится на правом берегу Старопетергофского канала.

## Демография
| 2002 | 2007 | 2010 | 2017 |
| ---- | ---- | ---- | ---- |
| 40   | ↘37  | ↗69  | ↘48  |